# Gjesdal
Gmina Gjesdal (norw. Gjesdal kommune) – norweska gmina leżąca w regionie Rogaland. Jej siedzibą jest miasto Ålgård.
Gjesdal jest 181. norweską gminą pod względem powierzchni.

## Demografia
Według danych z roku 2005 gminę zamieszkuje 9273 osób. Gęstość zaludnienia wynosi 15,22 os./km². Pod względem zaludnienia Gjesdal zajmuje 113. miejsce wśród norweskich gmin.
|      | kobiety | mężczyźni | razem |
| ---- | ------- | --------- | ----- |
| osób | 4700    | 4573      | 9273  |
| %    | 50,68   | 49,32     | 100   |

|      | podstawowe | średnie | wyższe | nieznane |
| ---- | ---------- | ------- | ------ | -------- |
| osób | 1349       | 4132    | 1069   | 133      |
| %    | 20,19      | 61,83   | 16     | 1,99     |

## Edukacja
Według danych z 1 października 2004:
- liczba szkół podstawowych (norw. grunnskolar): 6
- liczba uczniów szkół podstawowych: 1725

## Władze gminy
Według danych na rok 2011 administratorem gminy (norw. rådmann) jest Bodil Sivertsen, natomiast burmistrzem (norw. ordfører, d. borgermester) jest Karl Edvard Aksnes.